# Tiwi Islands
Die Tiwi-Inseln befinden sich in Australien im Northern Territory 80 km nördlich von Darwin in der Timorsee. Sie bestehen aus der Melville-Insel, der Bathurst-Insel und neun viel kleineren vorgelagerten Nebeninseln (Buchanan, Clift, Harris, Irritutu, Karslake, Matingalia, Nodlaw, Seagull und Turiturina), die zusammen etwa 8.320 km² groß sind.

## Geschichte
Im Jahre 1824 hatten die Engländer für kurze Zeit die militärische Siedlung Fort Dundas errichtet, die sie bereits 1829 u. a. wegen Problemen mit den Einheimischen wieder aufgaben. 1900 errichteten Jäger auf der Melville-Insel ein Lager, von wo aus sie die Büffel jagten, die die Engländer hinterlassen hatten. Ein nachhaltiger Kontakt zu anderen Kulturen entwickelte sich 1911, als eine katholische Mission in Nguiu auf der Bathurst-Insel errichtet wurde.
Die Inseln wurden 1912 als Aborigine-Reservat ausgeschrieben. 1980 wurde das Land an den Tiwi Aboriginal Land Trust übergeben. Allerdings etablierte sich die lokale Tiwi-Inseln-Regierung erst am 12. Juli 2001, als die vorherigen drei einzelnen Verwaltungen (Nguiu auf der Bathurst-Insel, Pirlangimpi und Milikapiti auf der Melville-Insel) sich zusammenschlossen und eine gemeinsam koordinierte Regierung bildeten.

## Geographie
Die Inseln sind durch die Apsley Strait getrennt, die die Saint Asaph Bay im Norden und die Shoal Bay im Süden verbindet. Sie ist zwischen 550 Meter und 5 Kilometer breit sowie 62 km lang. Der Shoal Bay im Süden vorgelagert ist Buchanan Island mit einer Fläche von rund 3 km². An der Südspitze der Melville-Insel, nur getrennt durch einen schmalen Meeresarm, liegt die rund 2 km² große Irrititu Island. Etwa 600 Meter westlich der Bathurst-Insel liegt Clift Island, weniger als einen Hektar groß. Neun Kilometer nördlich von Milipakiti auf der Melville-Insel und 900 Meter von der Hauptinsel entfernt liegt Karslake Island mit etwa 0,5 km². Zwischen den beiden großen Inseln Bathurst und Melville liegt Harris Island mit einer Fläche von rund 10 Hektar.
Die Inselgruppe wird von den Tiwis bewohnt. Obwohl sie ebenfalls zu den indigenen Australiern gehören, unterscheidet sich sowohl ihre Kultur als auch ihre Sprache von der der Aborigines des Arnhemlands auf dem Festland. Derzeit leben etwa 2.500 Insulaner auf beiden Inseln, wobei 1996 93,8 % der Einwohner Aborigines waren. Die meisten sprechen Tiwi als Muttersprache und Englisch als Zweitsprache.

## Kunst und Kultur

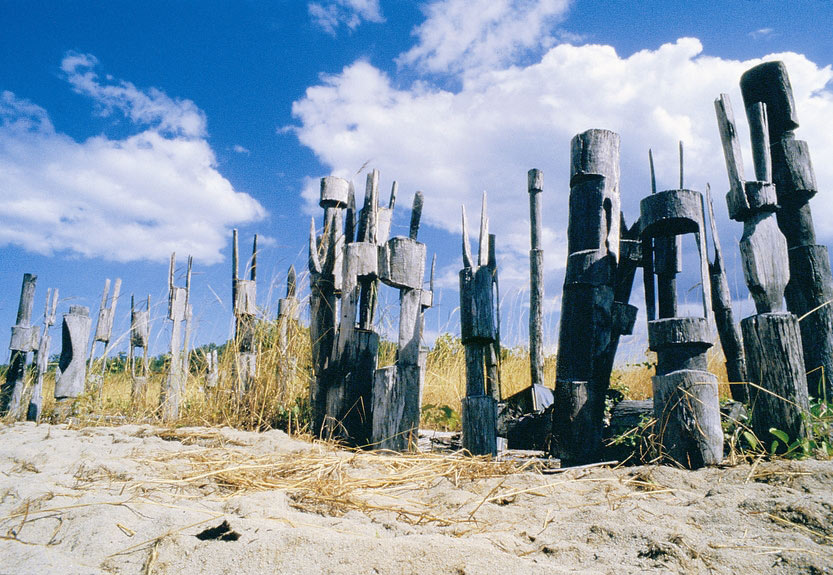
Grabpfähle des Purukuparli Rituals auf den Tiwi-Inseln

Hauptartikel: → Aborigines-Stamm der Tiwi
Die Kunst und Kultur der Inseln hat sich aufgrund der Insellage und der tückischen Meeresenge dem nennenswerten Einfluss anderer Völker entzogen. Daher entstanden eine Reihe von einmaligen Kunstformen, die als die Kunst der Isolation beschrieben wird. Die Traumzeit der Tiwis wird im Wesentlichen in zwei Zeremonien ausgedrückt, dem Kulama-Initiations- und dem Pukumani-Bestattungsritual.
Die Bilder, die die Tiwis malen, sind farbenfroh und werden, da das Interesse an Rindenmalerei groß ist, neben Leinwand auch auf Rinden gemalt.
Die von den Tiwis hergestellten Vogel- und Tierskulpturen sind seit den 1930er Jahren berühmt. Der Tiwi-Künstler Enraeld Djulabinyanna stellte menschliche Skulpturen her, die die Traumzeitgeschichte des Tiwi-Stammes von Purukuparli und Bima thematisieren.

## Football
Bekannt sind die Tiwi-Inseln neben ihrem kulturellen Angebot vor allen Dingen durch Australian Football. Das Tiwi Islands Football League Grand Final (Tiwi-Inseln-Football-Liga-Finale) ist ein Ereignis, das jedes Jahr im März stattfindet und bis zu 3.000 Besucher anzieht. Die Liga hat etwa 900 Teilnehmer aus den Gemeinden der beiden Inseln und besitzt mit 35 % die höchste Teilnehmerrate eines Ortes in ganz Australien.
Berühmte Footballspieler von den Tiwi-Inseln sind Maurice Rioli, Dean Rioli und David Kantilla. Kantilla war der erste Aborigine, der in einer der obersten Football-Ligen Australiens spielte.

## Bildergalerie

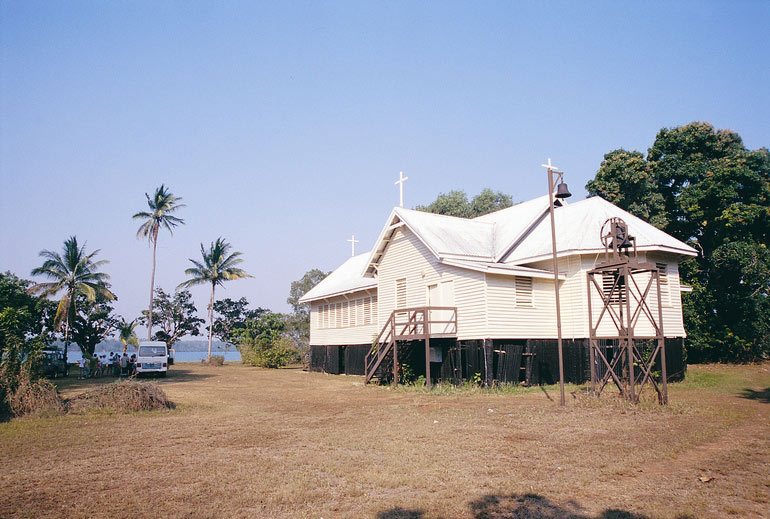
Kirche auf den Tiwi-Inseln
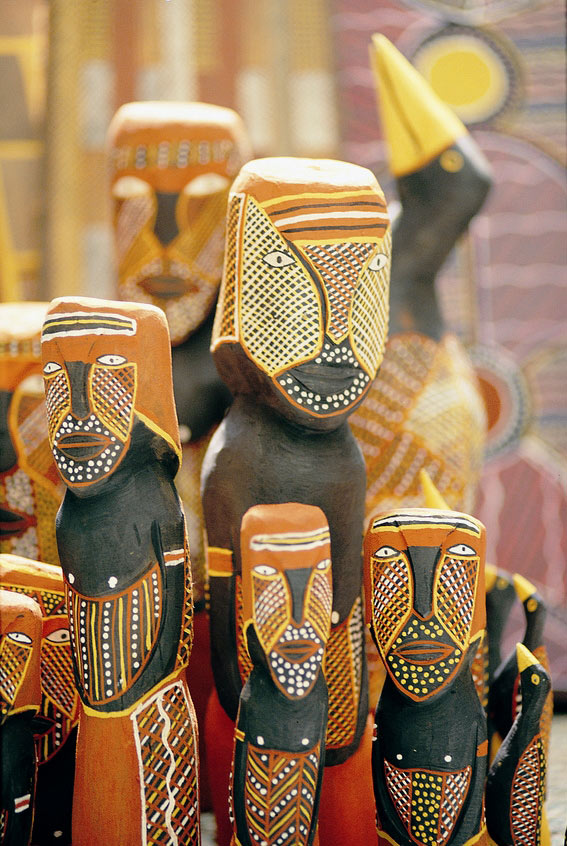
Einheimische Kunst der Tiwi-Inseln
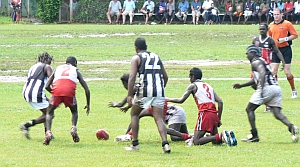
Australian Footballspiel auf den Tiwi-Inseln